# Convercala
Convercala là một chi bướm đêm thuộc họ Noctuidae.